# Miejsce (Świerczów)
Miejsce (deutsch Städtel) ist eine Ortschaft in Niederschlesien. Der Ort liegt in der Gmina Świerczów im Powiat Namysłowski in der Woiwodschaft Opole in Polen.

## Geographie

### Geographische Lage
Das Straßendorf Miejsce liegt zwei Kilometer südlich des Gemeindesitzes Świerczów (Schwirz), 17 Kilometer südlich der Kreisstadt Namysłów (Namslau) sowie 38 Kilometer nordwestlich der Woiwodschaftshauptstadt Opole (Oppeln). Miejsce liegt an der Grenze zur historischen Region Oberschlesien.
Der Ort liegt in der Nizina Śląska (Schlesische Tiefebene) innerhalb der Równina Oleśnicka (Oelser Ebene). Miejsce liegt am Kluczborski Strumien (Kreuzburger Wasser). Südlich des Dorfes fließt der Stober. Der Ort liegt im Landschaftsschutzgebiet Stobrawski Park Krajobrazowy. Durch den Ort verläuft die Woiwodschaftsstraße Droga wojewódzka 454.

### Ortsteile
Ortsteil von Miejsce ist der Weiler Przygorzele (Brandingen ).

### Nachbarorte
Nachbarorte von Miejsce sind im Nordwesten der Gemeindesitz Świerczów (Schwirz) und im Süden Krogulna (Krogullno).

## Geschichte

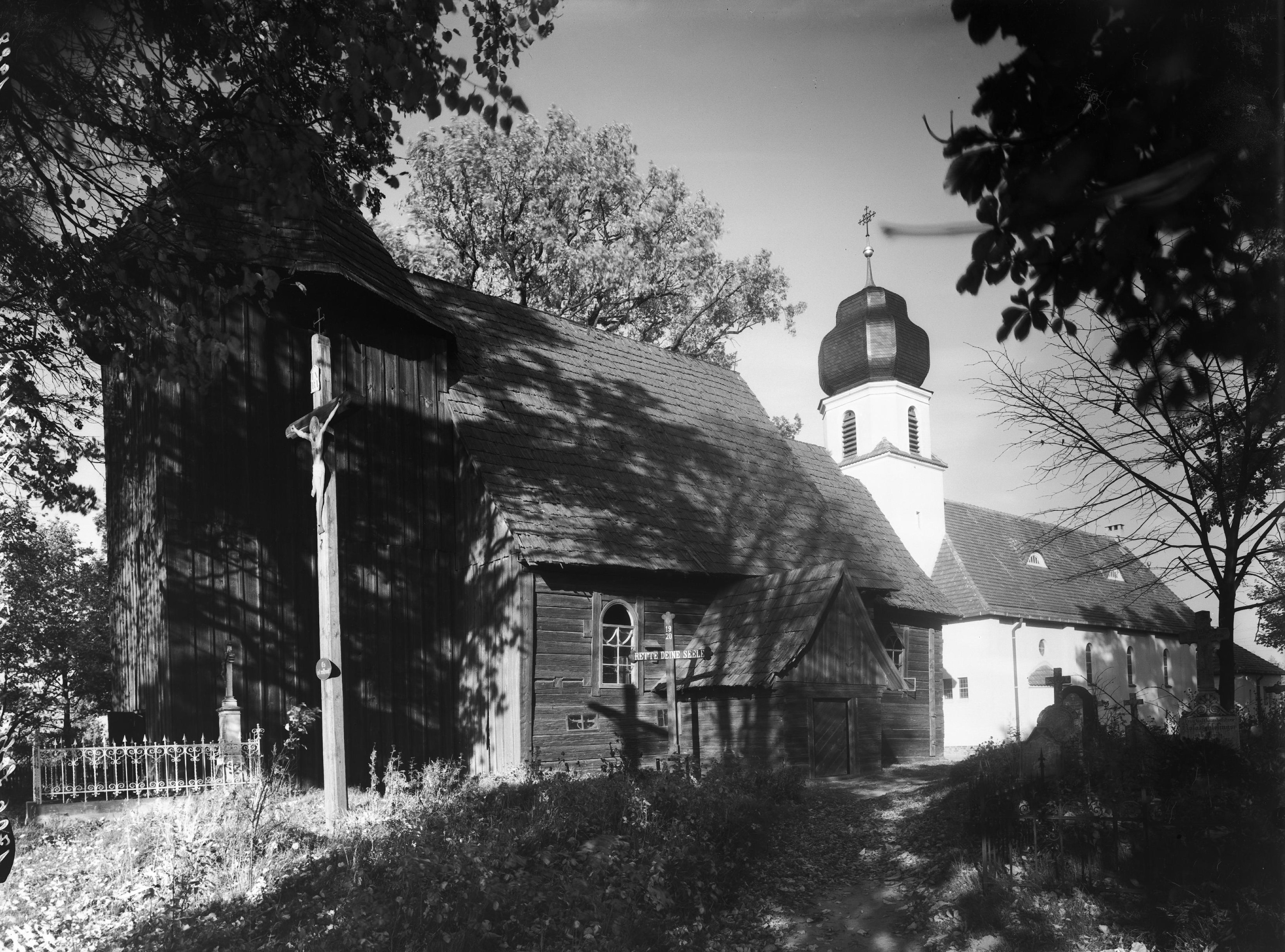
Hölzerne und steinerne Himmelfahrtskirchen (1925)

Der Ort wurde 1350 erstmals erwähnt. Der Ort wurde bereits in der ersten Hälfte des 14. Jahrhunderts gegründet. Der Ort entstand als kleine Ansiedlung mit Stadtcharakter am Rande des Weichbildes Namslau an der Grenze zu Oberschlesien.
Im Laufe des 17. Jahrhunderts verlor Städtel an Bedeutung und schrumpfte auf eine dörfliche Siedlung nieder. Der teilweise verwendete Name Städtel Schwirz fiel im Zuge dessen weg. 1721 wurde in Städtel die Schrotholzkirche Christ Himmelfahrt errichtet. Nach dem Ersten Schlesischen Krieg 1742 fiel Städtel mit dem größten Teil Schlesiens an Preußen. 1780 wurde im Ort eine hölzerne Synagoge erbaut.
1810 wurde eine steinerne Synagoge errichtet. 1813 verlor Städtel die Stadtrechte. Nach der Neuorganisation der Provinz Schlesien gehörte die Landgemeinde Städtel ab 1816 zum Landkreis Namslau im Regierungsbezirk Breslau. 1845 bestanden im Dorf ein Schloss, ein Vorwerk, eine Erbscholtisei, eine evangelische Schule, eine hölzerne Synagoge, eine jüdische Schule, eine katholische Kirche, eine Fischerei und 81 Häuser. Im gleichen Jahr lebten in Städtel 797 Menschen, davon 261 katholisch und 241 jüdisch. 1874 wurde der Amtsbezirk Schwirz gegründet, welcher die Schwirtz und Städtel und die Gutsbezirke Schwirtz und Städtel umfasste.
1925 wurde die Schrotholzkirche Christi Himmelfahrt abgerissen und die steinerne Himmelfahrtskirche errichtet. 1933 zählte Städtel 464, 1939 wiederum 500 Einwohner. Bis 1945 gehörte der Ort zum Landkreis Namslau.
Infolge des Zweiten Weltkrieges kam der Ort 1945 an Polen, wurde in Miejsce umbenannt und der Woiwodschaft Schlesien angeschlossen. 1950 wurde Miejsce der Woiwodschaft Opole zugeteilt. 1999 wurde es Teil des wiedergegründeten Powiat Namysłowski.

## Sehenswürdigkeiten

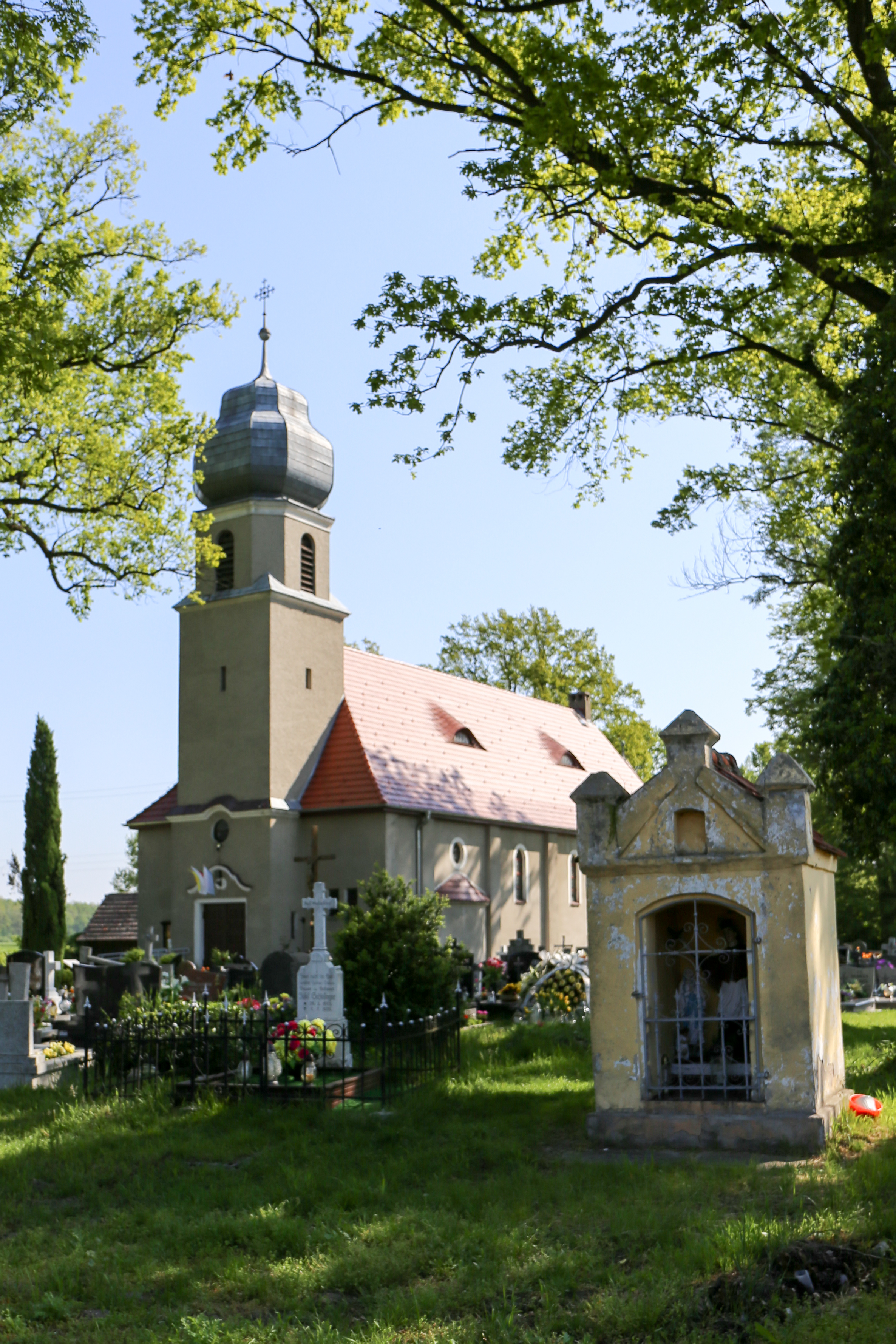
Die Kirche Jesu Himmelfahrt mit Wegkapelle

- Die römisch-katholische Himmelfahrtskirche (poln. Kościół Wniebowstąpienia Pana Jezusa) wurde 1925 errichtet.[6]
- Das Schloss Städtel (poln. Dwór Miejsce) wurde Anfang des 18. Jahrhunderts errichtet.
- Katholischer Friedhof mit erhaltenen deutschen Grabmälern
- Wegekapelle mit Nepomukstatue
- Jüdischer Friedhof

## Vereine
- Freiwillige Feuerwehr OSP Miejsce